# Kaciaryna Litwinawa
Kaciaryna Litwinawa (biał. Кацярына Літвінава, ros. Екатерина Литвинова, Jekatierina Litwinowa; ur. 30 listopada 1984 w Mohylewie) – białoruska modelka.
2 czerwca 2006 zwyciężyła jubileuszową V edycję narodowego konkursu piękności Miss Białorusi. Była wtedy studentką ekonomii Białorusko-Rosyjskiego Uniwersytetu. Według danych Narodowej Szkoły Piękności, liczy 175 centymetrów wzrostu, ma wymiary: 90-62-90.
Brała udział również w poprzedniej edycji tego konkursu, organizowanej w 2004 roku, w której także znalazła się w finale.